# Vamara Sanogo
Vamara Sanogo (Saint-Denis, 22 aprile 1995) è un calciatore francese, attaccante del Legnano.

## Carriera

### Club
Il 21 gennaio 2017 viene acquistato a titolo definitivo per 250.000 euro dalla squadra polacca del Legia Varsavia.
Sette anni dopo, il 13 gennaio 2024, dopo aver giocato per vari club in Georgia, Israele, Malta e Polonia, si trasferisce in Italia alla Caronnese.
Rimasto svincolato, il 15 novembre seguente firma con il Legnano.

## Palmarès

### Club

#### Competizioni nazionali
- Campionato polacco: 1

Legia Varsavia: 2019-2020